# دلار نامیبیا
دلار نامیبیا (به انگلیسی: Namibian dollar) با کد ایزوی NAD، یکای پول رایج در کشور نامیبیا است. مسئولیت کنترل این یکای پول برعهدهٔ بانک نامیبیا قرار دارد.